# جریان سرد شمال کره
جریان سرد شمال کره (انگلیسی: North Korea Cold Current) یک جریان اقیانوسی سرد در دریای ژاپن است که از نزدیکی ولادی‌وستوک و در امتداد ساحل شرقی شبه‌جزیره کره به سمت جنوب جریان دارد. این جریان انشعابی از جریان لیمان در دریای اختسک است که سرعتی در حدود نیم گره دریایی دارد. این جریان در عرض جغرافیایی ۳۷ تا ۳۸ درجه شمالی به جریان گرم شرق کره رسیده و باعث جدایی جریان از شبه‌جزیره کره می‌شود. جریان سرد شمال کره در مدار ۴۰ درجه شمالی به جریان گرم تسوشیما می‌پیوندد.